# Get Up (EP)
Get Up é o segundo extended play (EP) do girl group sul-coreano NewJeans. Foi lançado em 21 de julho de 2023 pela ADOR. Park Jin-su, 250, Frankie Scoca, Catharina Stoltenberg e Henriette Motzfeldt produziram o EP, que consiste em seis faixas. Sua produção se baseia em estilos de R&B e dance, com influências em UK Garage, drum and bass, Baltimore e Jersey club, caracterizados por batidas animadas e sintetizadores. Liricamente, o EP gira principalmente em torno de sentimentos decorrentes da amizade e do amor.
Get Up foi promovido com o lançamento de três singles: "Super Shy", "ETA" e "Cool with You". Todas as seis faixas foram acompanhadas por videoclipes que foram colaboradas em conjunto com a Apple e a série de animação The Powerpuff Girls, e contou com celebridades como Hoyeon Jung e Tony Leung. NewJeans promoveu o EP através de uma campanha de marketing mundial com Spotify e performances ao vivo em programas de música sul-coreanos.
O EP recebeu críticas positivas dos críticos de música, que elogiaram sua produção. Apareceu em listas de fim de ano da British GQ, Paste e Rolling Stone. Na Coreia do Sul, o EP estreou em segundo lugar no Circle Album Chart e se tornou o segundo álbum mais vendido por um grupo feminino de K-pop na primeira semana de lançamento, com 1,65 milhão de cópias vendidas. Ele chegou ao topo da Billboard 200 dos EUA e alcançou o top cinco no Canadá, França, Japão, Nova Zelândia, Escócia.

## História
A NewJeans lançou seu single de estreia, "Attention", em julho de 2022. Foi seguido por seu EP de estreia, New Jeans, que foi promovido por dois outros singles, "Hype Boy" e "Cookie". O EP se tornou o primeiro álbum de estreia de um grupo feminino de K-pop a vender mais de um milhão de cópias. O grupo mais tarde se tornou o ato de K-pop mais rápido a atingir um bilhão de streams no Spotify, após o sucesso comercial, de seu primeiro single álbum, OMG, em janeiro de 2023. O álbum incluiu as faixas "Ditto" e "OMG", entre elas, a primeira tornou-se a canção número um mais longa na Circle Digital Chart da Coreia do Sul e marcou a primeira entrada do grupo na Billboard Hot 100.
Em janeiro de 2023, a CEO da ADOR, Min Hee-jin, revelou em entrevista à revista sul-coreana Cine21 que NewJeans estava preparando um álbum. Em 4 de abril de 2023, o site de notícias sul-coreano Star News informou que o álbum seria lançado em julho de 2023, precedido por uma de suas faixas do lado B programadas para serem lançadas no final de junho. Mais tarde naquele mês, Min afirmou em uma entrevista com a Billboard que o grupo havia terminado de gravar no início de abril. Em maio de 2023, diversos meios de comunicação coreanos informaram que a faixa do lado B seria lançada em 7 de julho. Em 19 de junho de 2023, a ADOR anunciou oficialmente a data de lançamento do segundo EP de NewJeans, intitulado Get Up, e revelou sua tracklist que incluía os principais singles, ao lado de um trecho de uma das faixas do lado B. No mesmo dia, o EP foi disponibilizado para pré-venda. Após o anúncio, o preço das ações da Hybe subiu 3% em um dia. 